# 上前淳一郎
上前 淳一郎（うえまえ じゅんいちろう、1934年（昭和9年）3月31日 - ）は、日本の評論家、ノンフィクション作家、エッセイスト。

## 来歴・人物
岐阜県生まれ。1959年、東京外国語大学英米科を卒業後、朝日新聞社に入社。通信部、社会部記者を経て、1966年退社。以後、評論家として活動。 
1976年に上梓した太平洋戦争中、ハワイの捕虜収容所で対日降伏勧告ビラ作製に協力した捕虜たちの足跡を追った『太平洋の生還者』で、日本ノンフィクション賞、大宅壮一ノンフィクション賞を受賞。『週刊文春』に1984年から2002年まで「読むクスリ」を長期連載。古荘多聞の名で小説を一作だけ書いている。2002年以降、著述は途絶えている。

## 著書
- 『太平洋の生還者』文藝春秋、1976年。のち文庫。
- 『支店長はなぜ死んだか』文藝春秋、1977年。のち文庫。
- 『世界の一流品紀行』講談社、1977年。のち角川文庫。
- 『英雄たちへの挽歌 巨人・陰のベストナイン』文藝春秋、1977年。のち角川文庫 『巨人軍陰のベストナイン』と改題。
- 『狂気 ピアノ殺人事件』文藝春秋、1978年。のち文庫。
- 『現代史の死角』新潮社、1978年。
- 『イカロスの翼 美空ひばり物語』文藝春秋、1978年。 のち文庫。
- 『サンリオの奇跡 世界制覇を夢見る男達』PHP研究所、1979年。 のち角川文庫。
- 『世界の性革命紀行』講談社、1980年。のち角川文庫。
- 『洞爺丸はなぜ沈んだか』文藝春秋、1980年。のち文庫。
- 『太平洋のフェアウェイ 日米ゴルフ三国志』講談社、1981年。 のち角川文庫『はるかなるフェアウェイ』と改題。
- 『やわらかなボール』文藝春秋、1982年。のち文庫 （テニス選手清水善造の評伝）。
- 『倉本・湯原を育てた日大ゴルフの秘密 鉄拳監督は、いかに鍛えたか』光文社(カッパ・ホームス) 、1982年。
- 『舶来屋一代 はんどばっぐにほれたおとこ』文藝春秋、1983年（茂登山長市郎の伝記）。
- 『読むクスリ』1-37　文藝春秋、1984-2002年。のち文庫。
- 『アキラ! 加藤明・南米バレーボールに捧げた一生』角川文庫、1984年。
- 『ジャパニーズ・ドリーム 未知の森へ 第五世代コンピュータ』講談社、1985年。のち角川文庫『めざすは新世代コンピュータ』と改題。
- 『山より大きな猪 高度成長に挑んだ男たち』講談社、1986年。
- 『人・ひんと・ヒット』1-2 文藝春秋、1987年。
- 『複合大噴火 1783年夏』文藝春秋、1989年。のち文庫。

### 古荘多聞 名義
- 『瓦版屋左吉綴込帳』文藝春秋、1998年。

## 関連人物
- 田代喜久雄 - 朝日新聞社会部時代の上司。